# 斯皮内达
斯皮内达（義大利語：Spineda），是意大利克雷莫纳省的一个市镇。总面积10平方公里，人口632人，人口密度63.2人/平方公里（2009年）。国家统计（ISTAT）代码为019101。